# Senaide
Senaide ist eine französische Gemeinde mit 183 Einwohnern (Stand: 1. Januar 2022) im Département Vosges in der Region Grand Est. Senaide gehört zum Arrondissement Neufchâteau und zum Kanton Darney. Die Bewohner werden Senaidois und Senaidoises genannt.

## Geografie

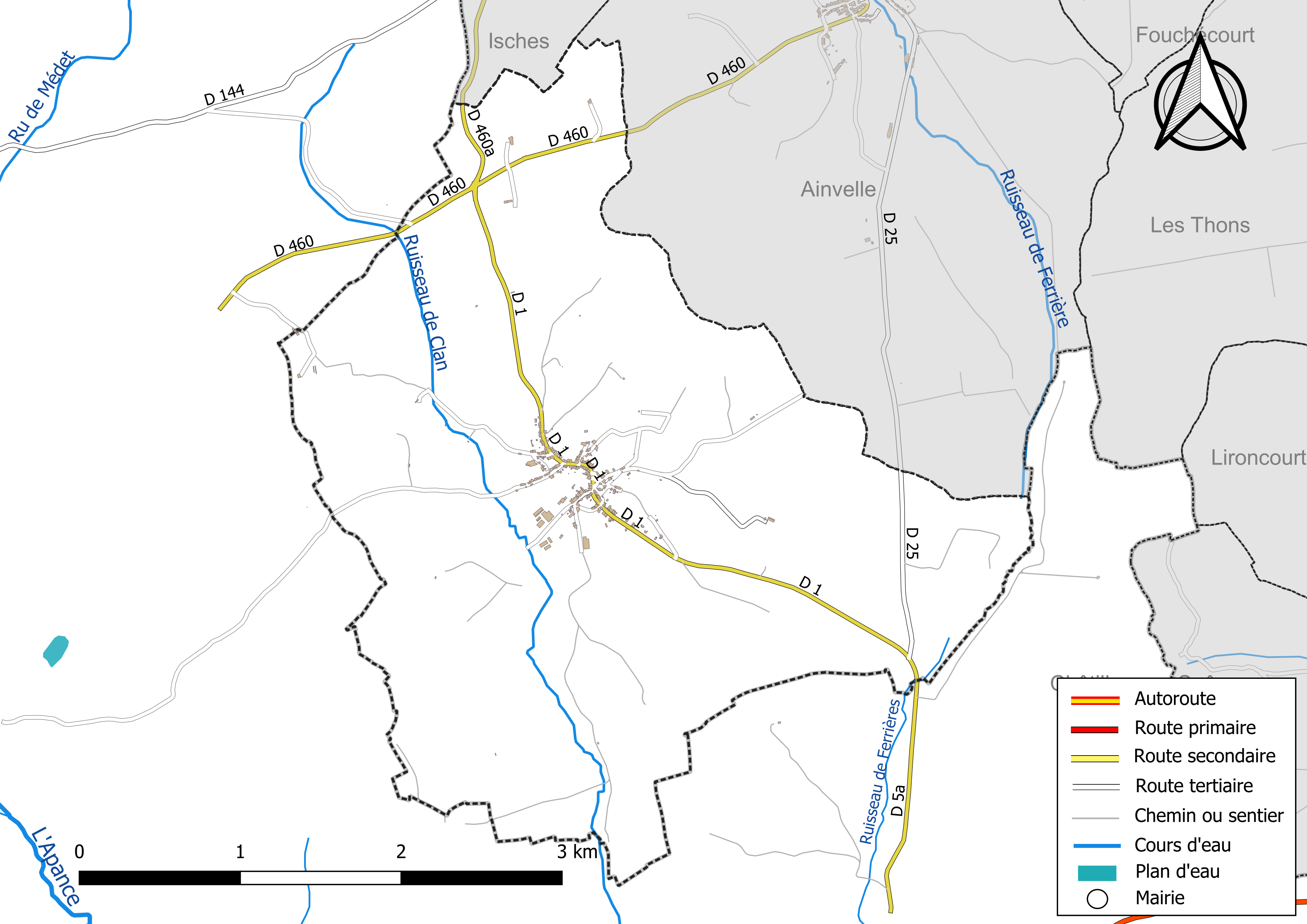
Gewässer und Straßen der Gemeinde

Senaide liegt am Ostrand des Plateaus von Langres an der Grenze zum Département Haute-Marne etwa 28 Kilometer südwestlich von Vittel und etwa 55 Kilometer westsüdwestlich von Épinal. Knapp drei Viertel der Fläche der Gemeinde werden landwirtschaftlich genutzt, der Waldanteil beträgt knapp ein Viertel.
Die Gemeinde liegt im Einzugsgebiet der Rhone und wird von Nebenflüssen der Apance, dem Ruisseau de Clan und dem Ruisseau de Ferrière, entwässert.
Nachbargemeinden von Senaide sind Isches im Norden, Ainvelle im Nordosten, Fresnes-sur-Apance (Haute-Marne) im Südosten, Bourbonne-les-Bains (Haute-Marne) im Südwesten sowie Serqueux (Haute-Marne) im Nordwesten.

## Bevölkerungsentwicklung

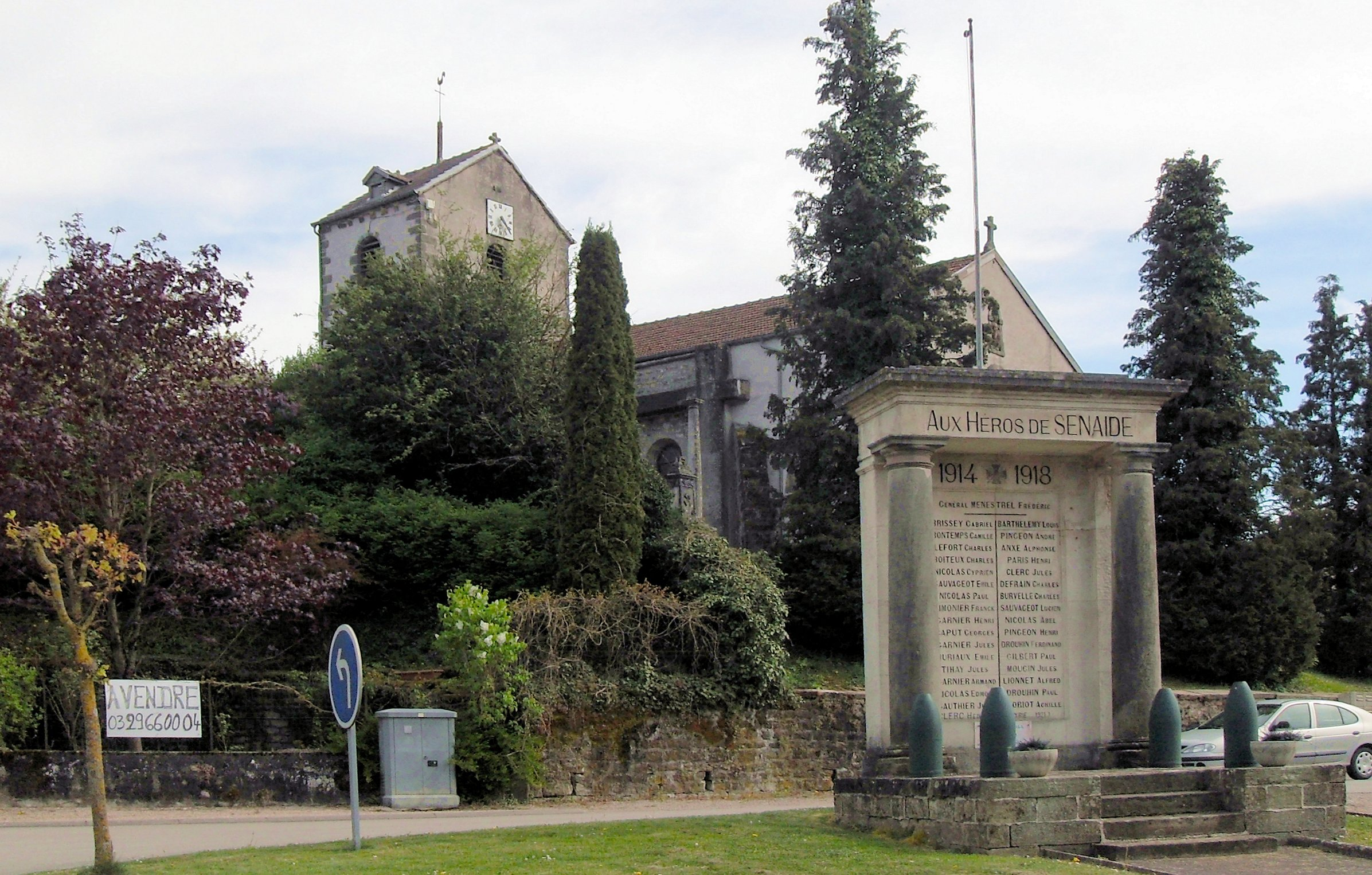
Kirche Saint-Vallier

| Jahr                       | 1962 | 1968 | 1975 | 1982 | 1990 | 1999 | 2006 | 2019 |
| Einwohner                  | 278  | 270  | 249  | 227  | 208  | 213  | 208  | 183  |
| Quellen: Cassini und INSEE |      |      |      |      |      |      |      |      |

## Sehenswürdigkeiten
- Kirche Saint-Vallier aus dem 19. Jahrhundert